# Cyathophorella adianthoides
Cyathophorella adianthoides är en bladmossart som beskrevs av Brotherus 1913. Cyathophorella adianthoides ingår i släktet Cyathophorella, klassen egentliga bladmossor, divisionen bladmossor och riket växter. Inga underarter finns listade i Catalogue of Life.